# تصدی مادام‌العمر
تصدی مادام‌العمر یا خدمت در حین حسن رفتار مدت وظیفه‌ای است که تا پایان عمر صاحب منصب ادامه می‌یابد، مگر این‌که صاحب منصب به دلیل سوء رفتار در مقام یا شرایط فوق‌العاده از سمت خود برکنار شود یا شخصاً تصمیم به استعفا بگیرد.
برخی از قضات و اعضای مجلس اعلا (مانند سناتورهای مادام‌العمر) دارای تصدی مادام‌العمر هستند. هدف اولیه تصدی مادام‌العمر، ایزوله کردن صاحب دفتر از فشارهای خارجی است. به برخی از سران کشورها مانند پادشاهان و رؤسای جمهور مادام‌العمر نیز حق تصدی مادام‌العمر داده می‌شود. قضات فدرال ایالات متحده پس از منصوب شدن توسط رئیس‌جمهور و تأیید سنا، به‌صورت مادام‌العمر خدمت می‌کنند.
در برخی موارد، تصدی مادام‌العمر فقط تا سن بازنشستگی اجباری ادامه دارد. به‌عنوان مثال، سناتورهای کانادایی مادام‌العمر منصوب می‌شوند، اما مجبور می‌شوند در سن ۷۵ سالگی بازنشسته شوند. به همین ترتیب، بسیاری از قضات از جمله قضات دیوان عالی بریتانیا، مدت تصدی مادام‌العمر هستند اما باید در ۷۵ سالگی بازنشسته شوند. در برخی از حوزه‌های قضایی، قاضی که به سن بازنشستگی اجباری می‌رسد ممکن است به‌عنوان قاضی فوق‌العاده به خدمت ادامه دهد، اما همین‌طور امکان دارد دیگر ضمانت تصدی را نداشته باشد.
تصدی مادام‌العمر در سازمان‌های مذهبی مختلف نیز وجود دارد. پاپ، به‌عنوان اسقف رم و رهبر کلیسای کاتولیک در سراسر جهان دارای تصدی مادام‌العمر است اما سایر اسقف‌های کاتولیک باید در سن ۷۵ سالگی استعفای خود را ارائه کنند.
به استادان ارشد در مؤسسات آکادمیک نیز ممکن است دوره تصدی مادام‌العمر اعطاء شود که هدف آن حفاظت از اصول آزادی آکادمیک است.